# Élection présidentielle ougandaise de 2001
L'élection présidentielle ougandaise de 2001 a lieu le 12 mars 2001 afin d'élire le président de l'Ouganda pour un mandat de cinq ans.
Le président sortant Yoweri Museveni l'emporte dès le premier tour à une large majorité.

## Système électoral
Le Président de l'Ouganda est élu au scrutin uninominal majoritaire à deux tours pour un mandat de cinq ans, sans limitation du nombre de mandat. Est élu le candidat ayant obtenu la majorité absolue des suffrages exprimés au premier tour. À défaut, un second tour est organisé entre les deux candidats ayant obtenu le plus grand nombre de suffrages, et celui qui arrive en tête est déclaré élu.

## Résultats
| Candidats                | Candidats                 | Premier tour | Premier tour |
| Candidats                | Candidats                 | Voix         | %            |
| ------------------------ | ------------------------- | ------------ | ------------ |
|                          | Yoweri Museveni           | 5 123 360    | 69,33        |
|                          | Kizza Besigye             | 2 055 795    | 27,82        |
|                          | Aggrey Awori              | 103 915      | 1,41         |
|                          | Muhammad Kiribige Mayanja | 73 790       | 1,00         |
|                          | Francis Bwengye           | 22 751       | 0,31         |
|                          | Karuhanga Chapaa          | 10 080       | 0,14         |
|                          |                           |              |              |
| Votes valides            | Votes valides             | 7 389 691    | 97,54        |
| Votes blancs et nuls     | Votes blancs et nuls      | 186 453      | 2,46         |
| Total                    | Total                     | 7 576 144    | 100          |
| Abstention               | Abstention                | 3 199 692    | 29,69        |
| Inscrits / participation | Inscrits / participation  | 10 775 836   | 70,31        |